# Smrt Panny Marie z Košátek
Smrt Panny Marie z Košátek je český gotický deskový obraz z doby kolem roku 1340-1350.

## Historie díla
Obraz byl objeven roku 1922 v Kapli Matky Boží na zámku v Košátkách u Mladé Boleslavi a zapůjčen Obrazárně Společnosti vlasteneckých přátel umění. Patřil původně rodu Krabiců z Veitmile, kteří tvrz Košátky koupili roku 1420, nejspíše přímo kronikáři a řediteli stavby chrámu svatého Víta, Benešovi Krabice z Veitmile. Od nich sňatkem přešel obraz rodu Kolowratů, kteří jej vlastnili do roku 1946.
Nyní se nachází v Museum of Fine Arts, Boston.

## Dílo
Obraz je malován temperou na dubové desce s plátěným potahem. V křídovém podkladu je vyryta a černě vytažena přípravná kresba.
Dílo je vyspělou ukázkou gotického slohu spojujícího prvky severské gotiky se silným vlivem sienské italské malby. Jeho autorem je neznámý mistr z období vlády císaře Karla IV. a patří do širšího okruhu maleb podobného provedení jako jsou Vyšebrodský oltář, Kaufmannovo Ukřižování nebo desky z Morganovy sbírky (Morganovy destičky). Deska byla pravděpodobně původně křídlem diptychu, jehož druhou část tvoří tzv. Sv. Trojice vratislavská.
Samotným provedením se řadí k nejlepším známým dílům z poloviny 14. století a zároveň je nejitalštějším z celé české malířské školy. Konstrukce prostoru prozrazuje, že autor byl obeznámen se středoitalskou sienskou malbou (Simone Martini). Má vyspělou monumentální a složitou kompozici a obličejový typ odvozený z benátské školy (Paolo di Venezia). Zvláštností díla je postava Krista (držícího duši Panny Marie), který se nevznáší v mandorle nad skupinou, ale stojí mezi apoštoly a mandorlu nahrazují stylizované obláčky kolem figury.
Samotné téma zobrazení smrti Panny Marie má byzantský původ. V Čechách je nejstarší vyobrazení tohoto typu (Koimésis) miniatura na pergamenu, vložená do ostatkových desek Svatojiřského plenáře z roku 1306. Mladší díla pak postupně od byzantského schématu ustupují a objevuje se typ Poslední modlitby Panny Marie, jenž byl vůbec poprvé doložen v českých zemích od šedesátých let 14. století.